# Ludomił German
Ludomił German (16. září 1851 Dobczyce – 21. ledna 1920 Lvov) byl rakouský a polský politik z Haliče, na počátku 20. století poslanec Říšské rady.

## Biografie
Vystudoval polonistiku a germanistiku na Jagellonské univerzitě. Získal titul doktora filozofie. V roce 1907 založil Polské školní muzeum ve Lvově. Napsal historická dramata, libreta k operám. Překládal literární díla z polštiny do němčiny a naopak. Angažoval se v politice, zpočátku jako národní demokrat, později coby člen Polské demokratické strany. Zasedal jako poslanec Haličského zemského sněmu a v letech 1914–1918 byl členem zemského výboru.
Na počátku 20. století se zapojil i do celostátní politiky. Ve volbách do Říšské rady roku 1907, konaných poprvé podle všeobecného a rovného volebního práva, získal mandát v Říšské radě (celostátní zákonodárný sbor) za obvod Halič 20. Byl členem poslanecké frakce Polský klub. Mandát obhájil za týž obvod i ve volbách do Říšské rady roku 1911. Nadále byl členem parlamentní frakce Polský klub. V období let 1911–1918 zastával funkci místopředsedy Poslanecké sněmovny Říšské rady. Ve vídeňském parlamentu setrval až do zániku monarchie. V Říšské radě se zabýval rozpočtovými otázkami a tématy souvisejícími s postavením Haliče. K roku 1911 se profesně uvádí jako místopředseda sněmovny a dvorní rada.